# Cudeiro
Cudeiro (llamada oficialmente San Pedro de Cudeiro) es una parroquia y un lugar del municipio español de Orense, en la provincia de Orense, Galicia.

## Organización territorial
La parroquia está formada por diecisiete entidades de población:

### Entidades de población
Entidades de población que forman parte de la parroquia:
- As Barxas
- Cartelos
- A Costa
- Costoira
- Cudeiro
- As Eiroás
- O Viso
- A Granxa
- Os Coiñás
- Outeiro
- A Rega
- Soutelo
- Souto de Rei
- Valdorregueiro
- Val dos Gozos
- A Viñoa

### Despoblado
Despoblado que forma parte de la parroquia:
- Barxelas

## Demografía

### Parroquia
| Gráfica de evolución demográfica de Cudeiro (parroquia) entre 2000 y 2023 |
|                                                                           |
| Datos según el nomenclátor publicado por el INE.                          |

### Lugar
| Gráfica de evolución demográfica de Cudeiro (lugar) entre 2000 y 2023 |
|                                                                       |
| Datos según el nomenclátor publicado por el INE.                      |